# Heartbreaker (BZN)
Heartbreaker is een album van BZN, uitgebracht op de toen gebruikelijke langspeelplaat en muziekcassette. Het verscheen later ook nog op cd. Heartbreaker stond 19 weken in de Elpee top 75, waarvan 3 weken op plek 3. Heartbreaker werd beloond met goud en platina.
Op dit album zijn onder andere de Top 40-hits Waltzing Maria (live) en La France te vinden. De eerste single flopte en La France bereikte na 7 weken de 12e positie in de Nederlandse Top 40. Toch won BZN met het swingende Waltzing Maria een prijs als dank van de dansscholen.
Heartbreaker werd rond het 20-jarig jubileum van de band uitgegeven. Dit werd gevierd met een live-cd die het jaar erop zou volgen, en een jubileumconcert in Volendam. Hier kwamen tegen ieders verwachting meer dan 40.000 toeschouwers op af. Zanger Jan Keizer stond in "zijn eigen" file, toen hij naar het concert moest.
De special voor een promotie van Heartbreaker werd opgenomen in de Maaspoort Sports & Events te 's-Hertogenbosch.

## Tracklist
Kant AAA
1. La France [Th. Tol/J. Tuijp/C. Tol]
2. Let's go surfing [Th. Tol/J. Tuijp/C. Tol]
3. Margarita [Th. Tol/J. Tuijp/C. Tol]
4. Breaking my heart [Th. Tol/J. Tuijp/C. Tol]
5. L'été [Th. Tol/J. Keizer]
6. Just another rainbow [Th. Tol/J. Tuijp/C. Tol]
Kant BBB
7. But I need you [Th. Tol/J. Tuijp/C. Tol]
8. Lend me your shoulder [Th. Tol/J. Tuijp/C. Tol]
9. Mon port d'attache [Th. Tol/J. Keizer]
10. Holidays [Th. Tol/J. Tuijp/C. Tol]
11. Waltzing Maria (live) [Th. Tol/J. Tuijp/C. Tol]